# Храм Клитунно
Храм Клитунно, Темпьетто в Клитунно (итал. Il tempietto del Clitunno — Маленький храм у Клитунно) — небольшая раннесредневековая церковь, расположенная на берегу реки Клитунно в пригороде Писсиньяно (Pissignano), недалеко от Кампелло-суль-Клитунно (Campello sul Clitunno), между Сполето и Треви (Умбрия), Италия. Историки архитектуры рассматривают крошечную раннесредневековую церковь на реке Клитунно как уникальное в своём роде возрождение классики, христианскую церковь, построенную в форме древнеримского храма коринфского ордера. В 2011 году храм включён в список Всемирного наследия ЮНЕСКО.

## География и история
Исток реки Клитунно, берущий начало у подножия гор в Кампелло, в древности был известен как место, посвящённое речному богу Клитумну, сыну Океана и Тетис.
Участок Фламиниевой дороги (Via Flaminia), ведущей из Рима в Римини, проходил мимо святилища, и многие когда-то останавливались там, как это сделал Плиний Младший в конце I века н. э., который описал это посещение в своих «Эпистулах» (Книга VIII, 8). Уговаривая своего друга Романа приехать на это место, чтобы лично увидеть его красоту, Плиний отмечал, что там, рядом с рекой, «возвышается древний и почтенный храм, где стоит сам Юпитер Клитум, одетый в тогу». Плиний добавлял, что большой храм окружён множеством меньших храмов, в каждом из которых находится статуя бога. Вергилий также упоминал это место во второй книге своих «Георгик», где он прославлял «…молочно-белые стада Клитумна, тех быков, которые часто купались в священном потоке реки и которых римляне приносили в жертву во время своих триумфов…».
Гуманисты эпохи итальянского Возрождения XVI века полагали, что храмоподобная церковь Сан-Сальваторе, стоящая рядом с Виа Фламиния в Писсиньяно, должна быть тем, что осталось от храма Юпитера Клитумна или одним из меньших храмов, упомянутых Плинием, и ранние христиане приспособили это языческое здание для собственных нужд. Франческо ди Джорджо Мартини, Беноццо Гоццоли и Андреа Палладио считали постройку древнеримской работой. Её воспроизводили в рисунках и гравюрах Антонио да Сангалло Младший, Андреа Палладио, Джованни Баттиста Пиранези, Ричард Уилсон и Луиджи Ванвителли. О ней писал Гёте. Храм упоминается в четвёртой песне сочинения Дж. Г. Байрона «Паломничество Чайльд-Гарольда» (IV, 66). Вероятно, первое исследование здания было опубликовано еще в середине XVIII века итальянским историком Ридольфино Венути. На тему храма писали диссертации и монографии.
Однако археологические исследования XX века показали, что сооружение было построено с основания как христианская церковь. В 1970 году Джадсон Эмерик доказал, что строительство храма проходило в два этапа, в течение IV—V или VII веков. Сначала на этом месте возвышалось небольшое здание с коробовым сводом, глубоко врезанное в склон возвышавшегося позади скалистого холма. Вскоре после этого храм был расширен апсидой с восточной стороны, тремя входными портиками в «римско-коринфском» стиле с запада.
По поводу датировки настоящее время существует две основные версии. По одной (В. Хоппенштедт, Э. Ястшембовская и др.)  здание было построено в VI веке. По другой (Ф.В. Дейхман, Дж. Дж. Эмерик и др.) постройка относится к 600-729 гг. — времени независимости герцогов Сполето от короля Лангобардов.
В 1730-х годах были разобраны эдикулы северного и южного портиков. Между 1890 и 1895 годами смотрители здания замостили пол нефа терракотовой плиткой, поставили каменные скамьи в северо-восточном и северо-западном углах, устроили алтарь в апсиде и соорудили широкую лестницу с севера. Между 1930 и 1933 годами неумелый «реставратор» неуклюже перекрасил фрески в апсиде. Вскоре это было исправлено, и в 1985 году фрески тщательно очистили. В 2018 году была проведена реставрация и консервация храма.

## Архитектура и иконография
Храм в Клитунно имеет в длину всего одиннадцать метров. Церковь неплохо сохранилась, несмотря на множество более поздних вмешательств. Здание представляет собой уникальный пример «римско-коринфской» архитектурной традиции. Оно имеет цокольный этаж, крипту с остатками более старой языческой постройки. Верхняя часть оформлена портиком с четырьмя колоннами коринфского ордера: две боковые имеют спиральные каннелюры и поддерживают антаблемент с треугольным фронтоном. Доступ к верхней части храма осуществлялся с помощью двух боковых лестниц с крыльцом, и первоначально ему предшествовал собственный пронаос, который был снесён в восемнадцатом веке. Неф перекрыт цилиндрическим сводом.
Церковь построена в основном из сполий (spolia), то есть материалов и архитектурных деталей, взятых из различных древнеримских построек по соседству. И это вводило в заблуждение. Но строители, о которых идёт речь, могли также самостоятельно изготавливать детали, каковые нельзя было найти для повторного использования. Среди тех, что были заново подготовлены строителями, — барельефы четырёх фронтонов с христианскими крестами в завитках античного аканта. Строители Темпьетто также разместили на фризах портиков с западной, южной и северной сторон латинские надписи прописными литерами — редкий образец монументальной раннесредневековой эпиграфики:

 SANCTUS DEUS ANGELORUM QUI FECIT RESURRECTIONEM
SANCTUS DEUS APOSTOLORUM QUI FECIT REMISSIONEM

SANCTUS DEUS PROPHETARUM QUI FECIT REDEMPTIONEM 
Внутри, в апсиде, в восточной части небольшого нефа, можно найти остатки раннесредневековых фресок, изображающих Спасителя и святых Петра и Павла, изображения двух ангелов в медальонах, а в центре медальон с изображением раннехристианского креста (Crux Gemmata). Росписи на протяжении многих веков находились под слоями штукатурки и были впервые открыты в конце XIX века. В 1984–1985 годах в результате проведенных под руководством Джорданы Бенацци реставрационных работ фрески были полностью открыты и очищены от наслоений, вызванных неудачными попытками восстановления красочного слоя, которые были предприняты в первой половине XX века. Иконография фресок схожа с той, которая известна по другим памятникам раннего Средневековья, например, церкви Санта-Мария-Антиква, знаменитом святилище VI—VIII веков на Римском форуме.

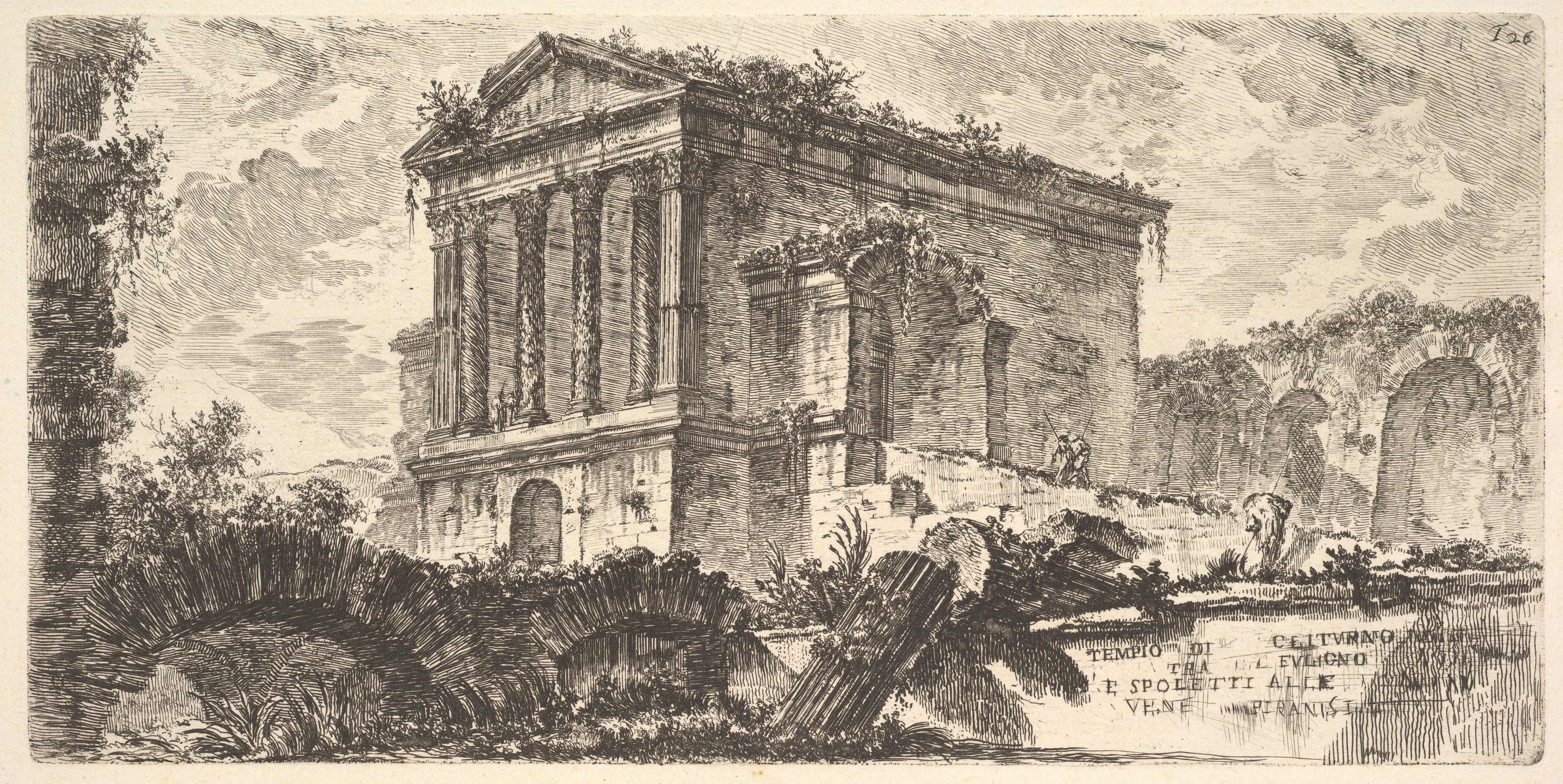
Дж. Б. Пиранези. Храм в Клитунно между Фолиньо и Сполето. Ок. 1748 г. Офорт
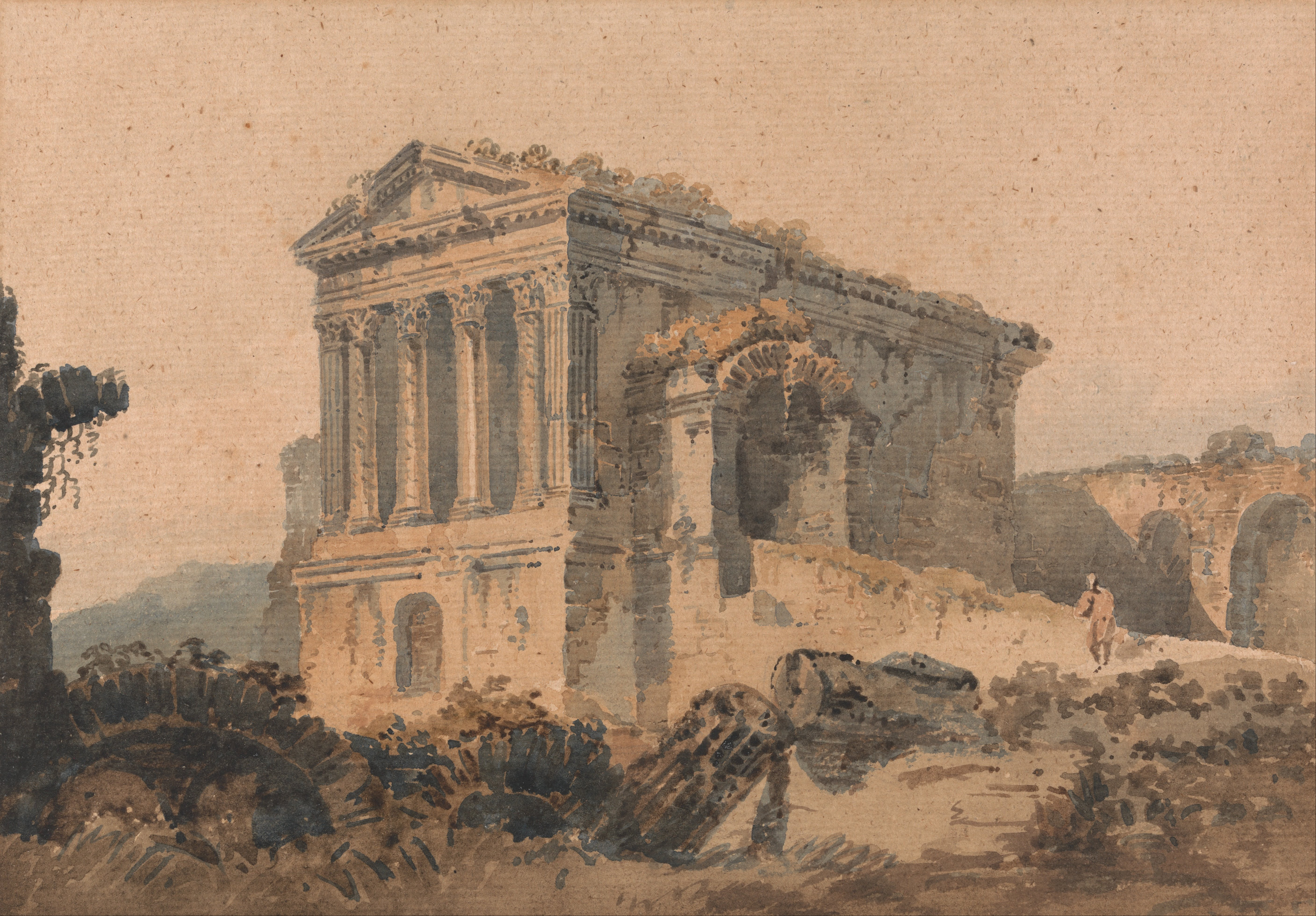
Храм в Клитунно. Акварель. По оригиналу Дж. Б. Пиранези. Йельский центр британского искусства, Нью-Хейвен, Коннектикут
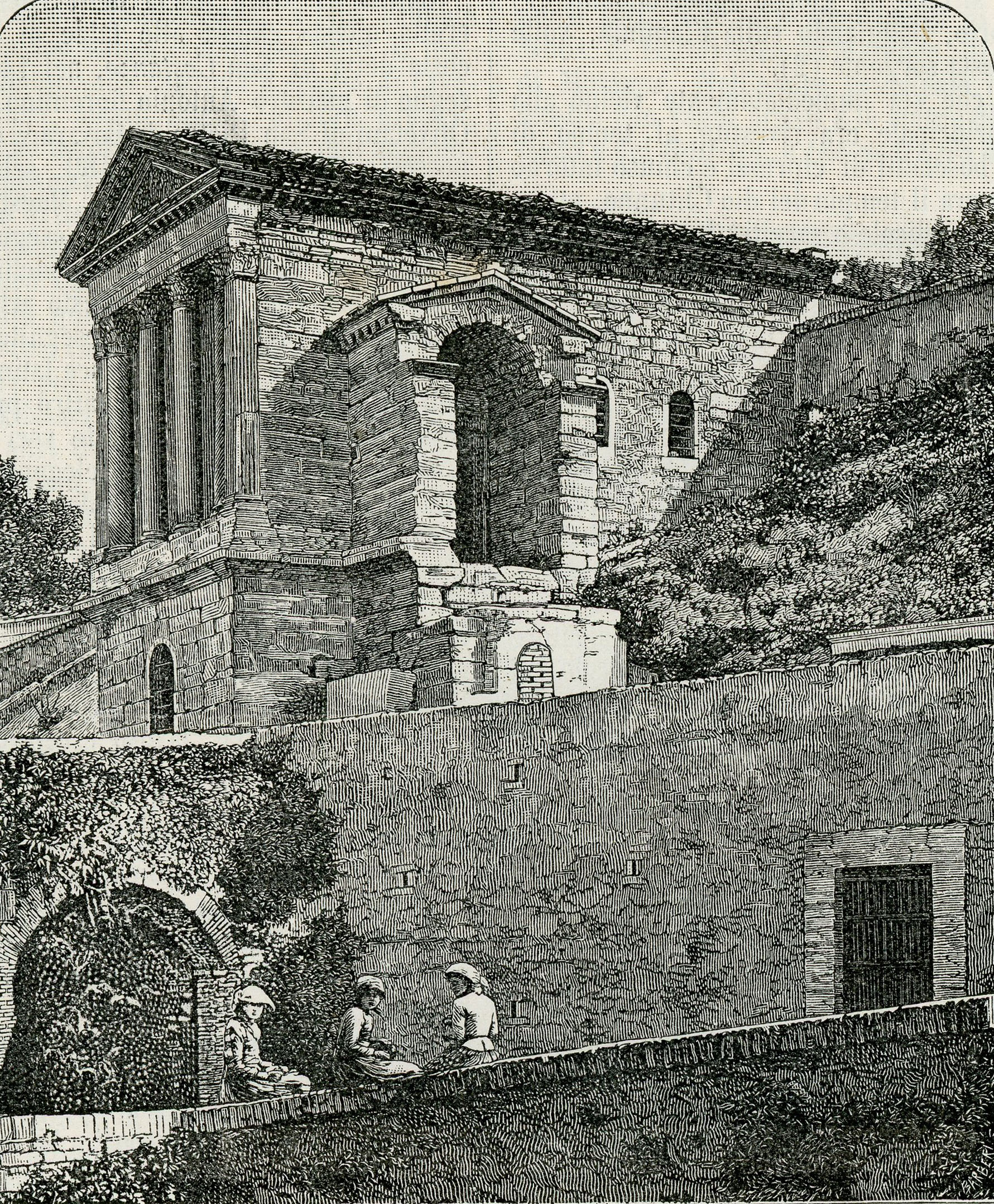
Храм в Клитунно, или церковь Сан-Сальваторе. Типографика 1895 г.
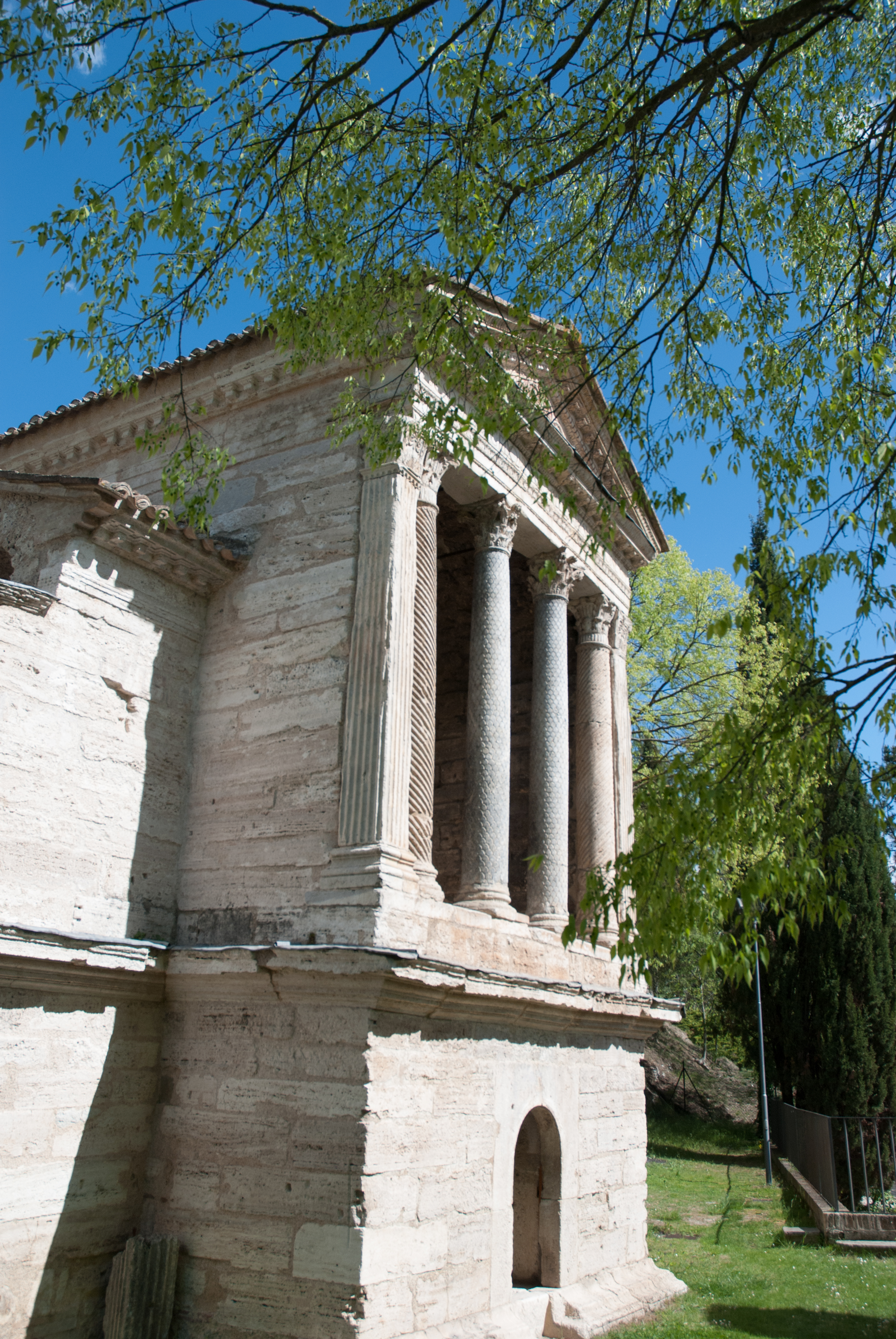
Храм в Клитунно. Вид с северо-запада
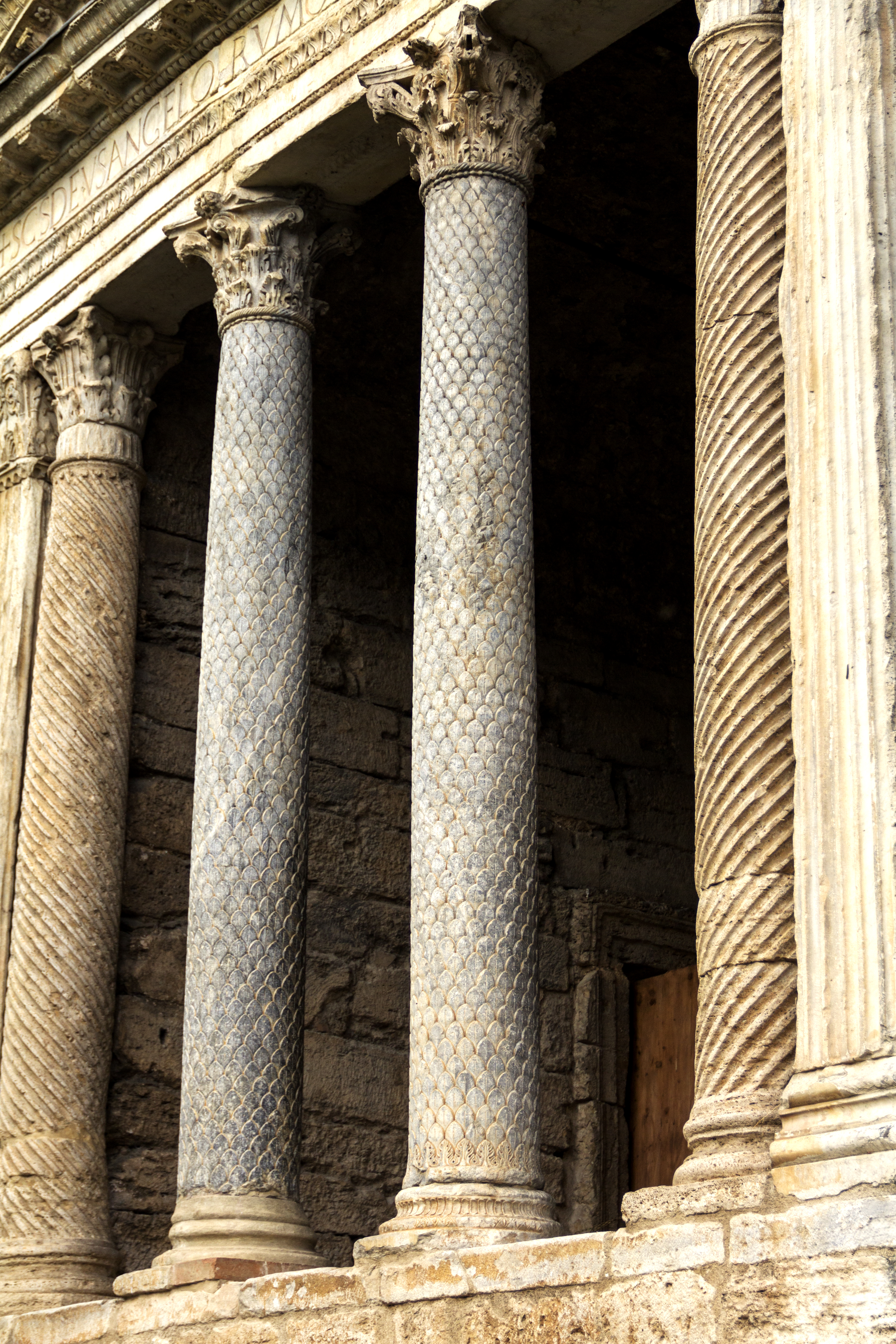
Колонны портика
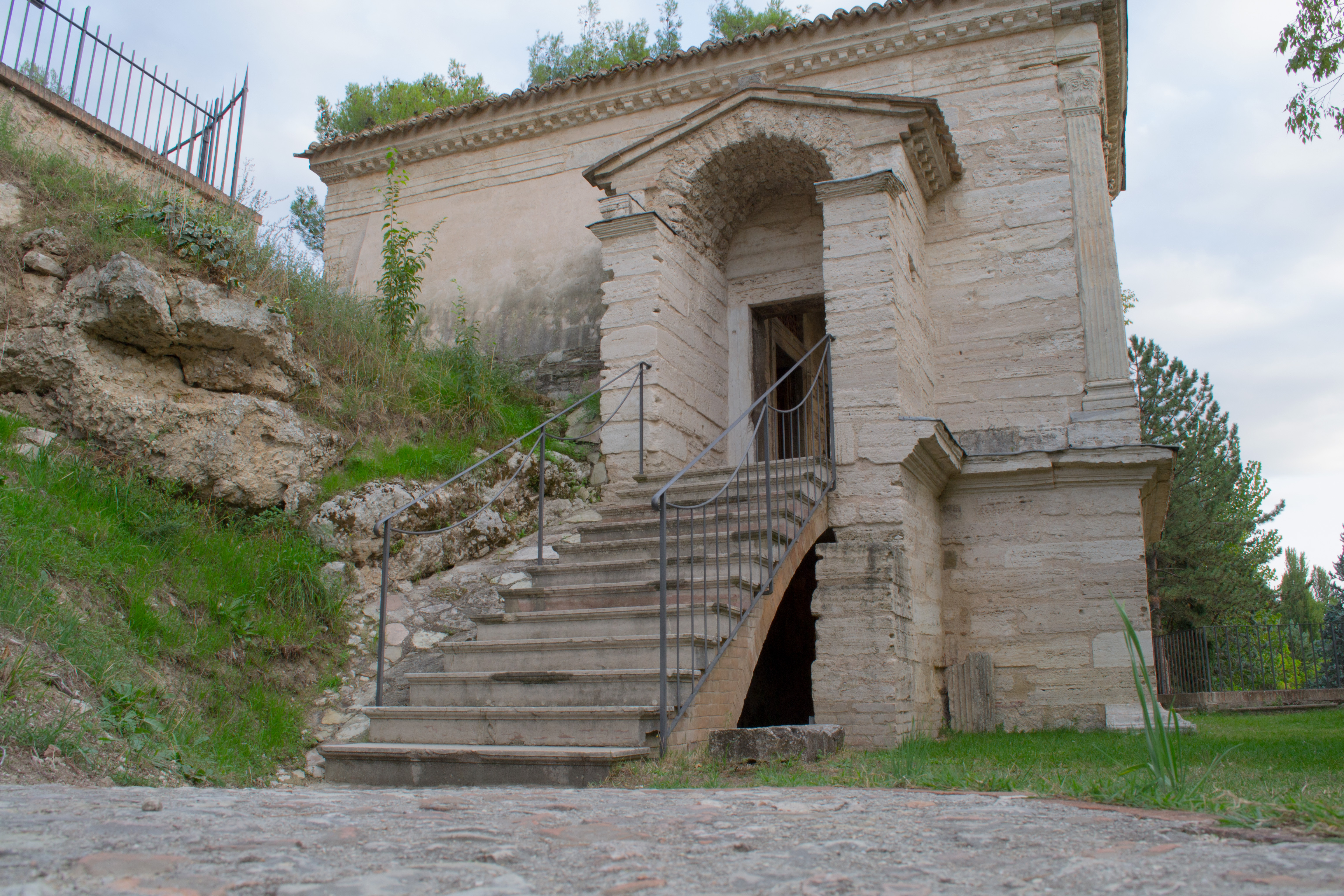
Боковой (северный) фасад
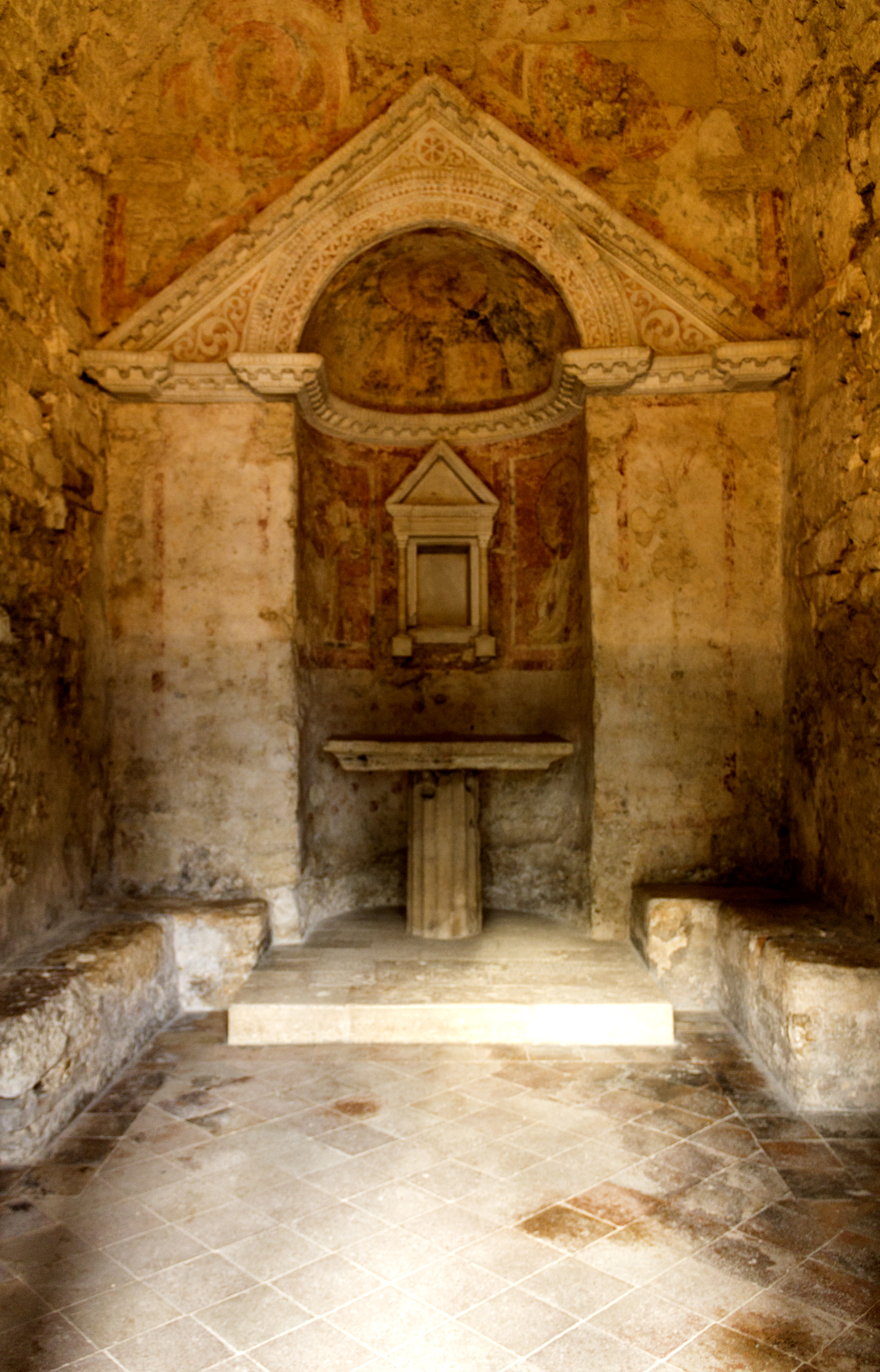
Интерьер церкви
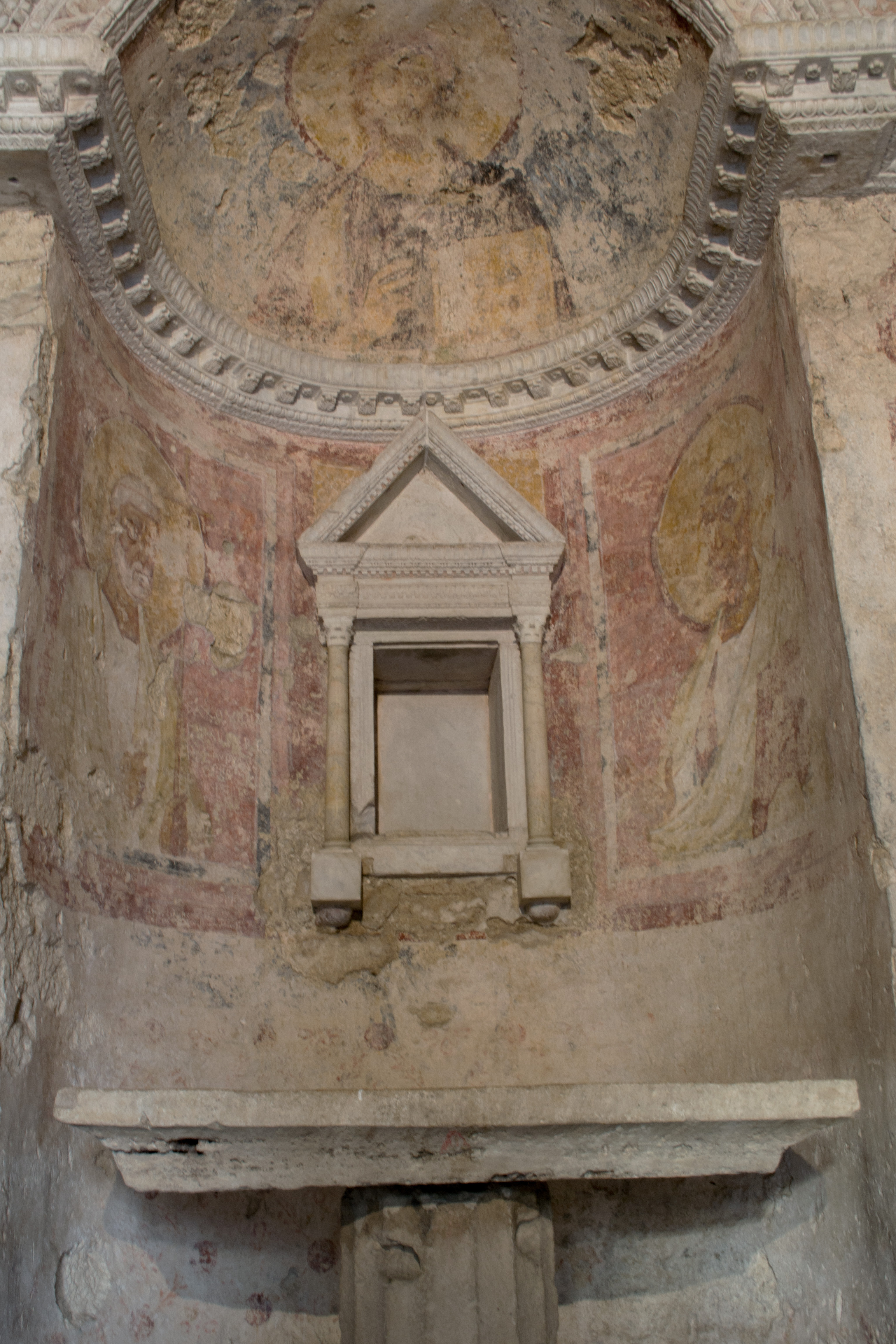
Апсида
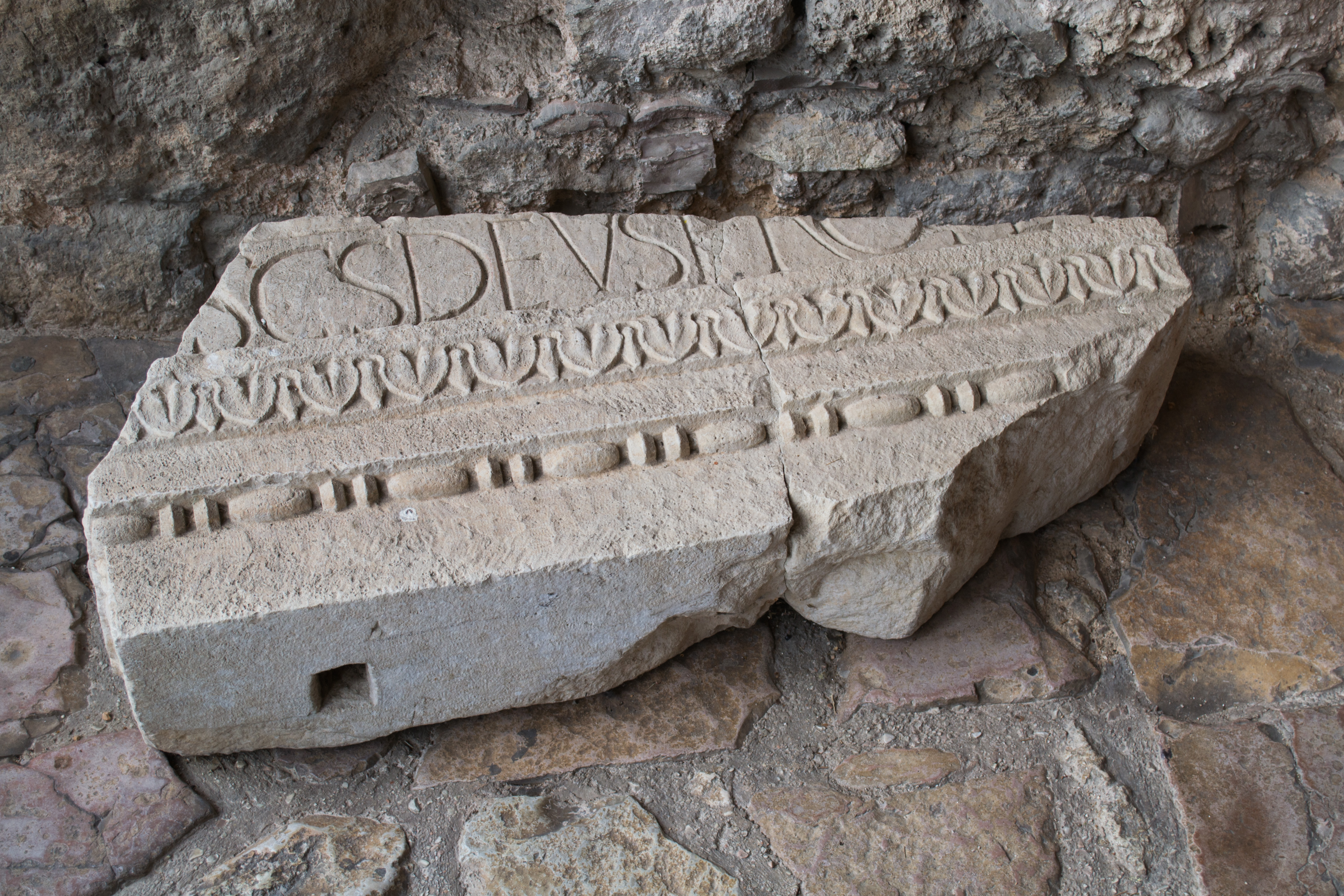
Фрагмент надписи